# 小原バス
小原バス（おばらバス）は、愛知県豊田市の市内を走っていたコミュニティバスである。

## 概略
小原地区の上仁木から小原地区内外を結ぶコミュニティバス。49人乗りの中型バスで運行していた。
2008年（平成20年）4月1日より、とよたおいでんバスに統合された。
なお、2020年（令和2年）現在の小原地区ではデマンドバスの小原地域バス（おばら桜バス）が運行されている。

## 路線
小原地区の上仁木と藤原地区を結ぶ2路線が運行していた。
- 小原地区の上仁木と藤岡地区の木瀬を結ぶ9.4kmの路線。
  - 主な停留所：上仁木、和紙のふるさと、大草、木瀬
- 小原地区の上仁木と藤岡地区の木瀬を経て飯野を結ぶ13.1kmの路線。
  - 主な停留所：上仁木、和紙のふるさと、大草、木瀬、飯野

## 運賃
- 運賃：1回150～580円。
- 回数券がある。

## 年表
- 1999年（平成11年）
  - 9月30日 - 小原村から藤岡町を走る名鉄バス小原線の廃止。
  - 10月1日 - 小原村営バスとして運行開始。
- 2004年（平成16年）4月 - 飯野まで延伸[2]
- 2005年（平成17年）4月1日 - 豊田市と小原村の合併により、豊田市営小原バスとなる。
- 2008年（平成20年）4月1日 - とよたおいでんバスに統合。

## 利用状況
2006年（平成18年）度の実績
- 運行経費：20,590千円
- 運賃収入：2,501千円
- 市負担額：18,089千円
- 乗車人員：8,356人（1便当たり）
  - 上仁木～木瀬：8,234人（1便当たり1.2人）
  - 上仁木～飯野：122人（1便当たり0.4人）

## 運行会社
- 東濃鉄道